# Szczebel (skała)

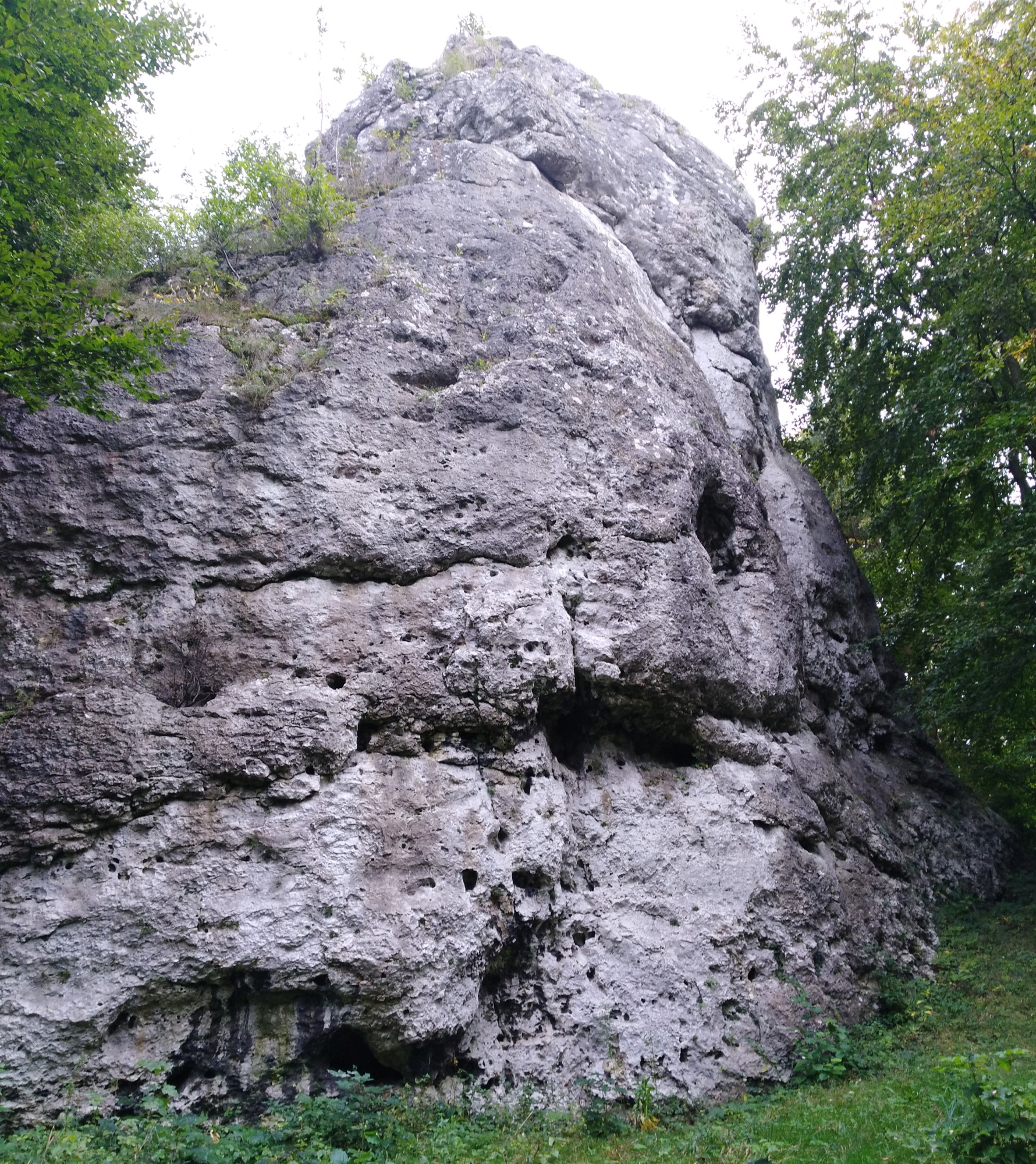

Szczebel – skała w lesie na wschodnich obrzeżach wsi Ryczów w województwie śląskim, w powiecie zawierciańskim, w gminie Ogrodzieniec. Należy do tzw. Ryczowskiego Mikroregionu Skałkowego na Wyżynie Częstochowskiej. Znajduje się na wzgórzu Szczebel.
Skała Szczebel zbudowana jest z twardych wapieni skalistych. Ma wysokość 14–16 m, ściany połogie lub pionowe. Uprawiana jest na niej wspinaczka skalna, ale skała ta jest mało popularna. Na jej północno-zachodniej ścianie wspinacze poprowadzili 8 dróg wspinaczkowych o trudności od V do VI.1+ w skali polskiej. 5 dróg ma zamontowane stałe punkty asekuracyjne: ringi (r) i ringi zjazdowe (rz).

## Drogi wspinaczkowe
1. Lewy filar; VI.1+, 7r + rz, 18 m,
2. Prawy filr; VI+, 7r + rz, 18 m,
3. Lewa grotka; V, 5r + rz, 18 m,
4. Prawa grotka; V+, 5r + rz, 18 m,
5. Środkiem; VI+, rz, 18 m,
6. Rysa na Szczeblu; VI+, 5r + rz, 18 m,
7. Płytka, ryski i okapik; VI.1+, 18 m,
8. Na lewo od zachodu; V+, 18 m[1].